# Tinción de Kinyoun

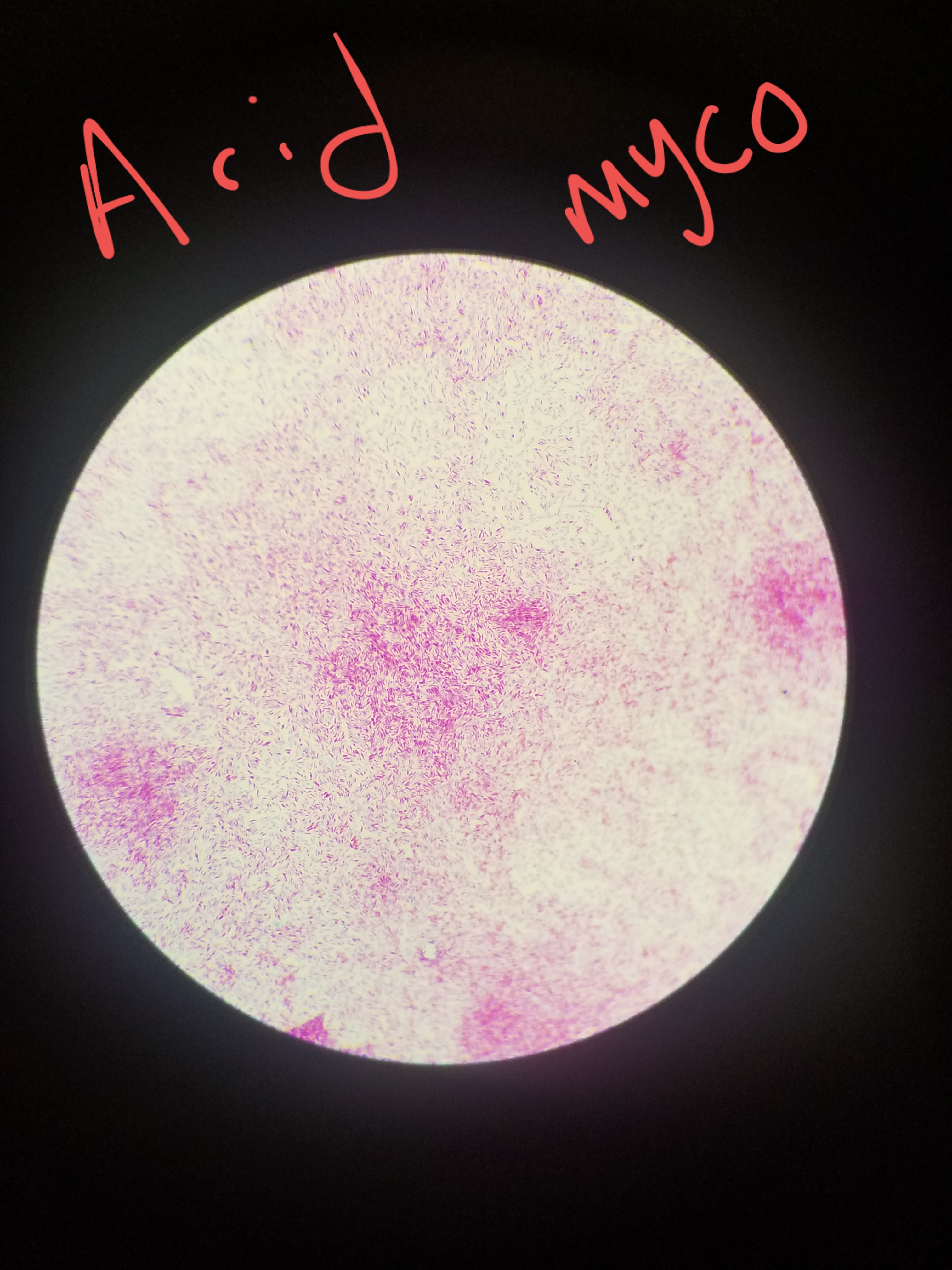
Mycobacterium smegmatis con tinción de Kinyoun

La tinción de Kinyoun es una técnica utilizada para teñir bacterias y parásitos ácido alcohol resistentes. Es una modificación de la tinción de Ziehl- Neelsen, ya que la tinción de Kinyoun no utiliza calor. Esta indicada para teñir micobacterias, como M. tuberculosis y M. leprae, además de otras micobacterias atípicas; Nocardia y algunas especies de Criptosporidium.
El fundamento de esta tinción se basa en la resistencia al alcohol ácido. El reactivo principal es la fucsina fenicada, la cual tiene la propiedad de unirse a los ácidos carboxílicos de la pared celular de las micobacterias y algunos parásitos. El fenol es capaz de disolver los lípidos de la pared celular, permitiendo la entrada del colorante fucsina, el cual se queda fijo, incluso en presencia de alcohol ácido.
Procedimiento:
1. Fijar los frotis con calor.
2. Aplicar fucsina fenicada durante 5 minutos.
3. Lavar suavemente con agua corriente.
4. Decolorar con ácido sulfúrico al 1%, alternando lavados con agua.
5. Teñir con azul de metileno durante 1 minuto.
6. Lavar suavemente y secar.
7. Leer en microscopio con aumento 100x.

#### Interpretación
La observación de bacilos alcohol ácido resistentes (BAAR) de color rojo o fucsia es indicativa de Nocardia spp o Mycobacterium spp.